# De Dion-Bouton
De Dion-Bouton – francuskie przedsiębiorstwo produkujące samochody.

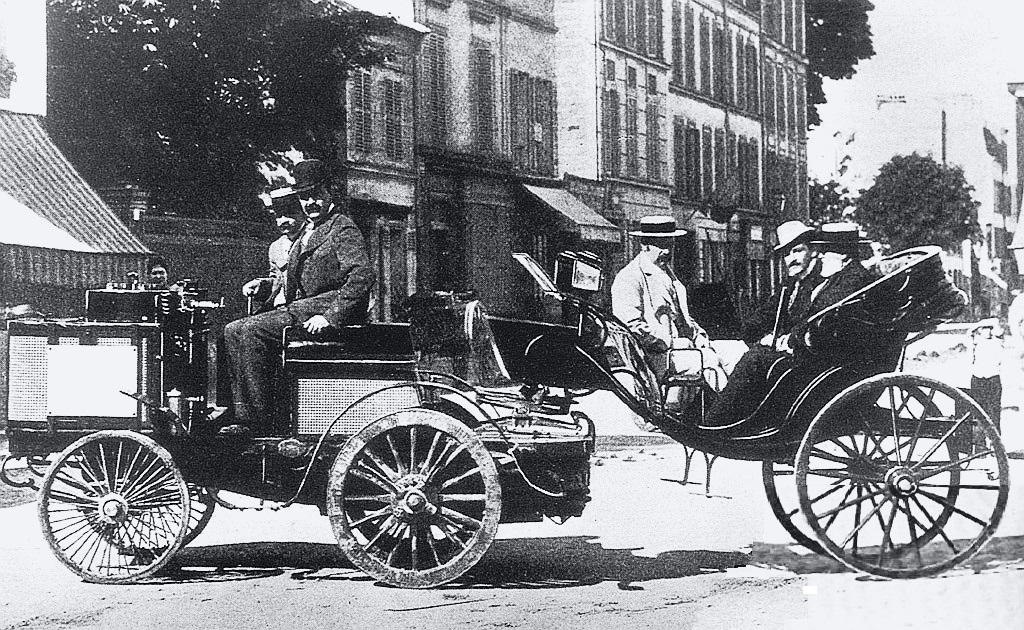
Ciągnik De-Diona w trakcie słynnego wyścigu Paryż-Rouen

Przedsiębiorstwo zostało założona przez markiza Jules'a-Alberta de Dion – znanego pioniera motoryzacji, Georges'a Boutona oraz Charles'a Trépardoux. Na przełomie XIX i XX wieku należała do najbardziej znamienitych wytwórni automobilowych, wprowadzających wiele nowatorskich rozwiązań technicznych, np. benzynowy silnik jednocylindrowy, czy oś De Diona.

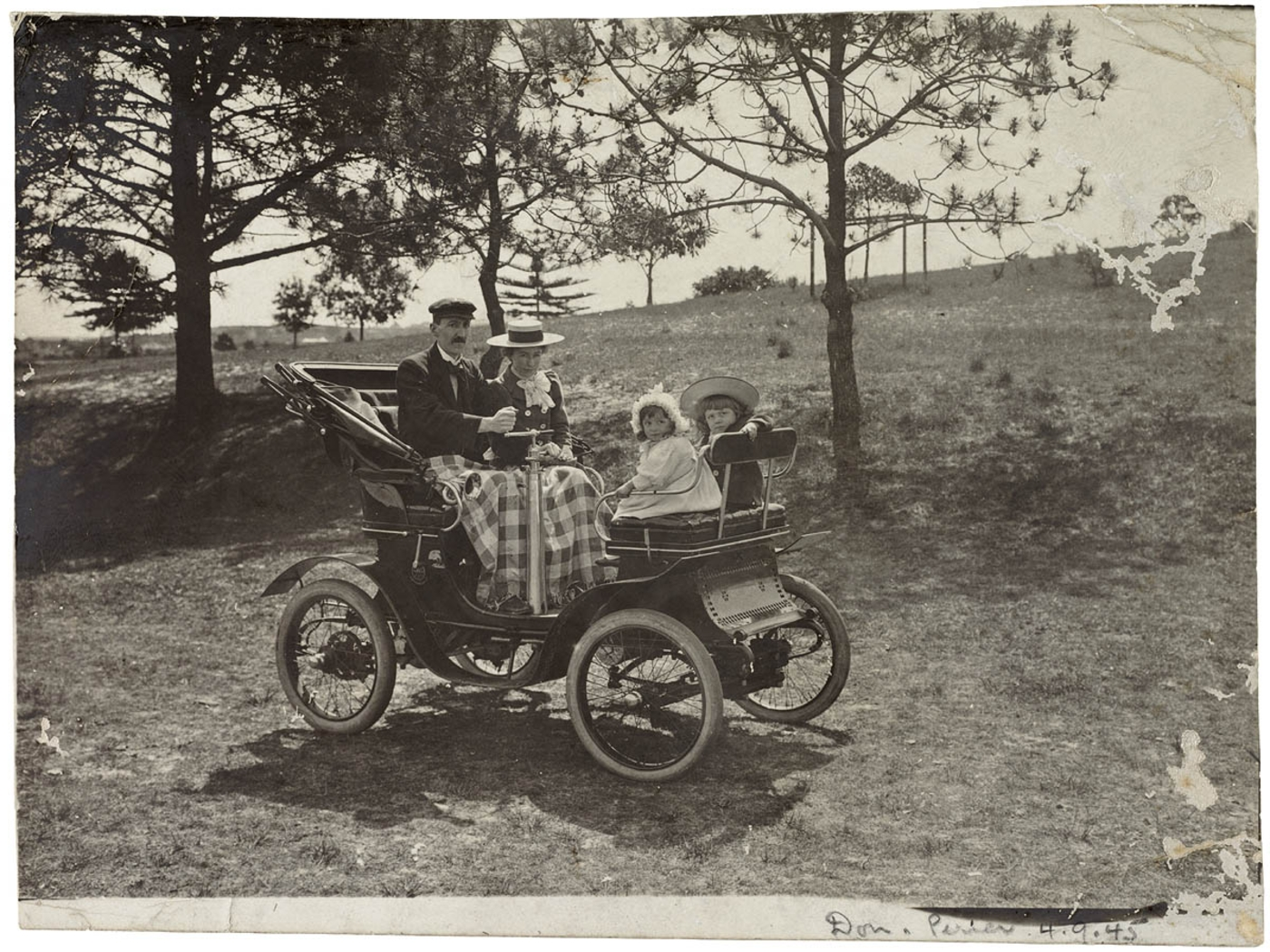
De Dion-Bouton Voiturette (1903)

Albert de Dion wygrał wyścig Paryż–Rouen w 1894 na parowym ciągniku. Jednak został zdyskwalifikowany ponieważ uznano, że ciągnik z przyczepką nie jest pojazdem samobieżnym mogącym przewozić pasażerów. Okazało się wówczas, że pozostałe miejsca startowe zostały obsadzone przez napędzane silnikami benzynowymi pojazdy Panhard-Levassor. Wówczas baron przeniósł swoje zainteresowania z pojazdów parowych na benzynowe. Skonstruowany w jego przedsiębiorstwie silnik był jedną z najbardziej znanych i powszechnie stosowanych konstrukcji motoryzacyjnych tamtego czasu, zaś przedsiębiorstwo wytwarzające w 1900 roku ponad 3 tys. samochodów rocznie było największym ich producentem na świecie. Pojazdy De Dion-Bouton oraz wytwarzane na licencji można było spotkać na wszystkich kontynentach. Szczególnie lubiany był model typu vis-a-vis nazywany "Voiturette". Budowano także motocykle i lokomotywy, a nawet prawdopodobnie pierwsze w historii sanie motorowe (w latach 1907-1908, dla francuskiej wyprawy polarnej J.-B. Charcota i dla brytyjskiego badacza Antarktydy Roberta F. Scotta).
Przerwę w produkcji przyniosły lata I wojny światowej, po której przedsiębiorstwo nie odzyskało swojej wiodącej pozycji. Zmieniły się także konstrukcje samochodów i małe "samochodziki" De Dion-Bouton nie dotrzymywały kroku konkurencji. W 1932 wypuszczono ostatni model osobowy, a produkcja ciężarówek zakończyła się w 1952. Zakłady sprzedano w 1955.

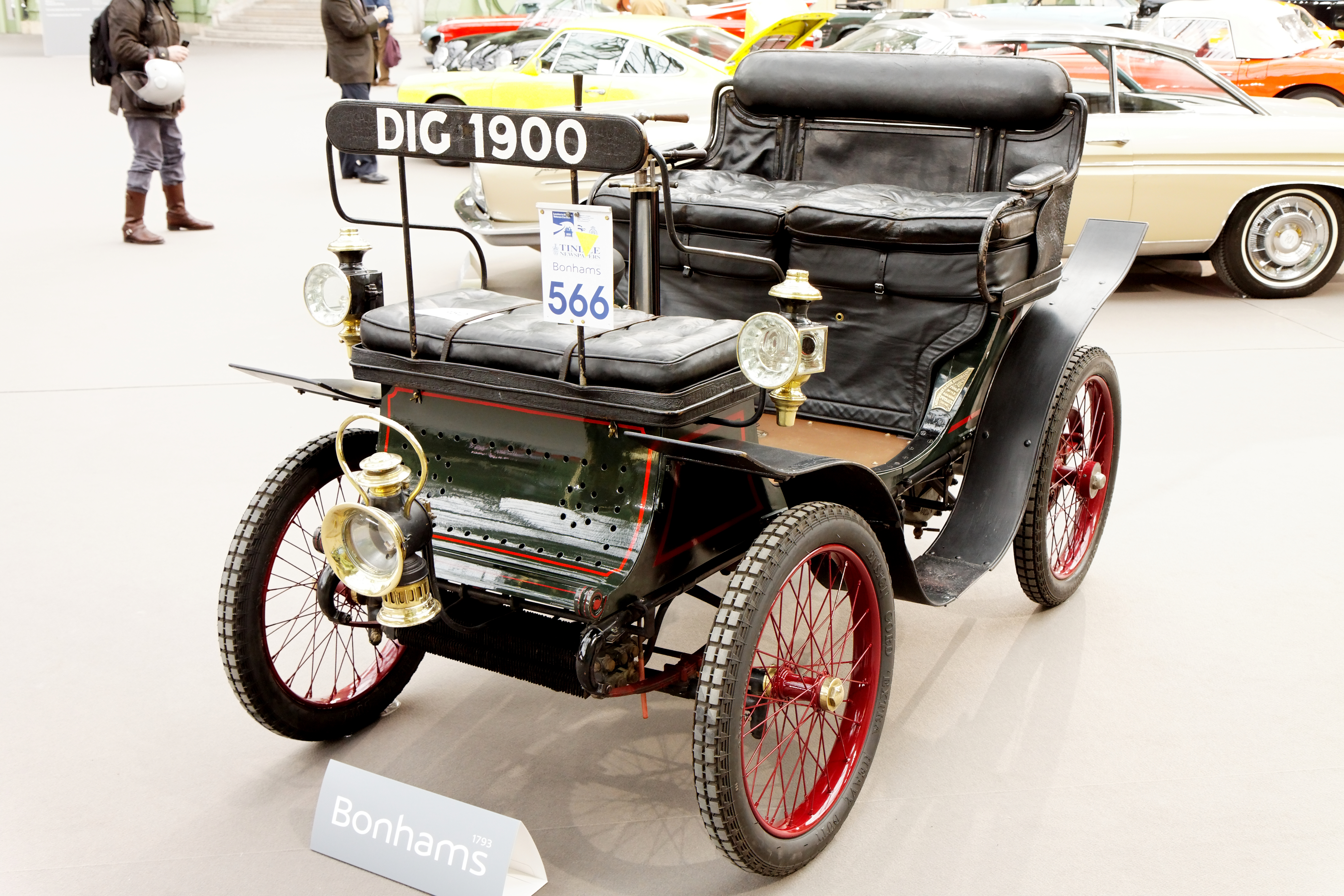
De Dion-Bouton typ E
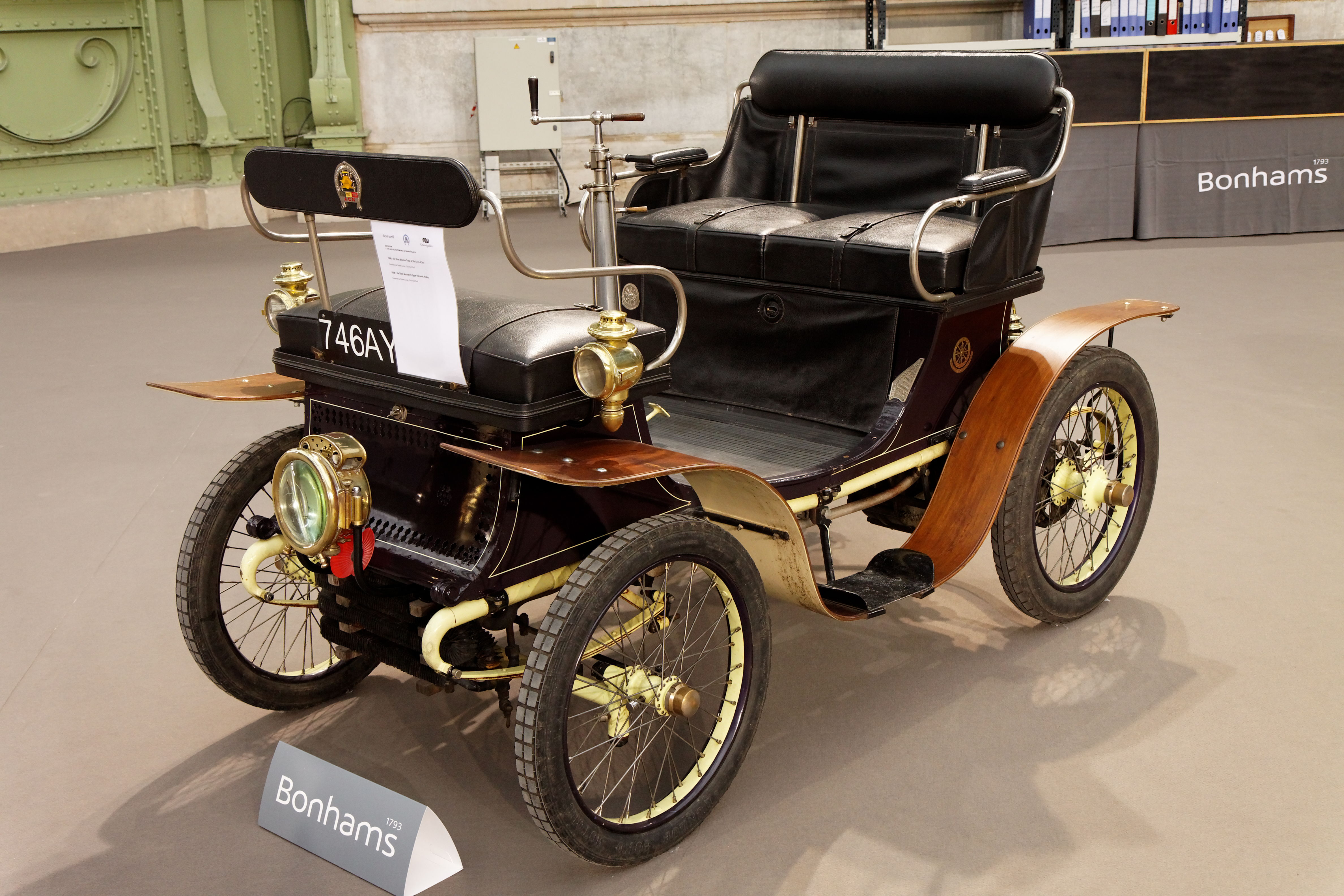
De Dion-Bouton typ G
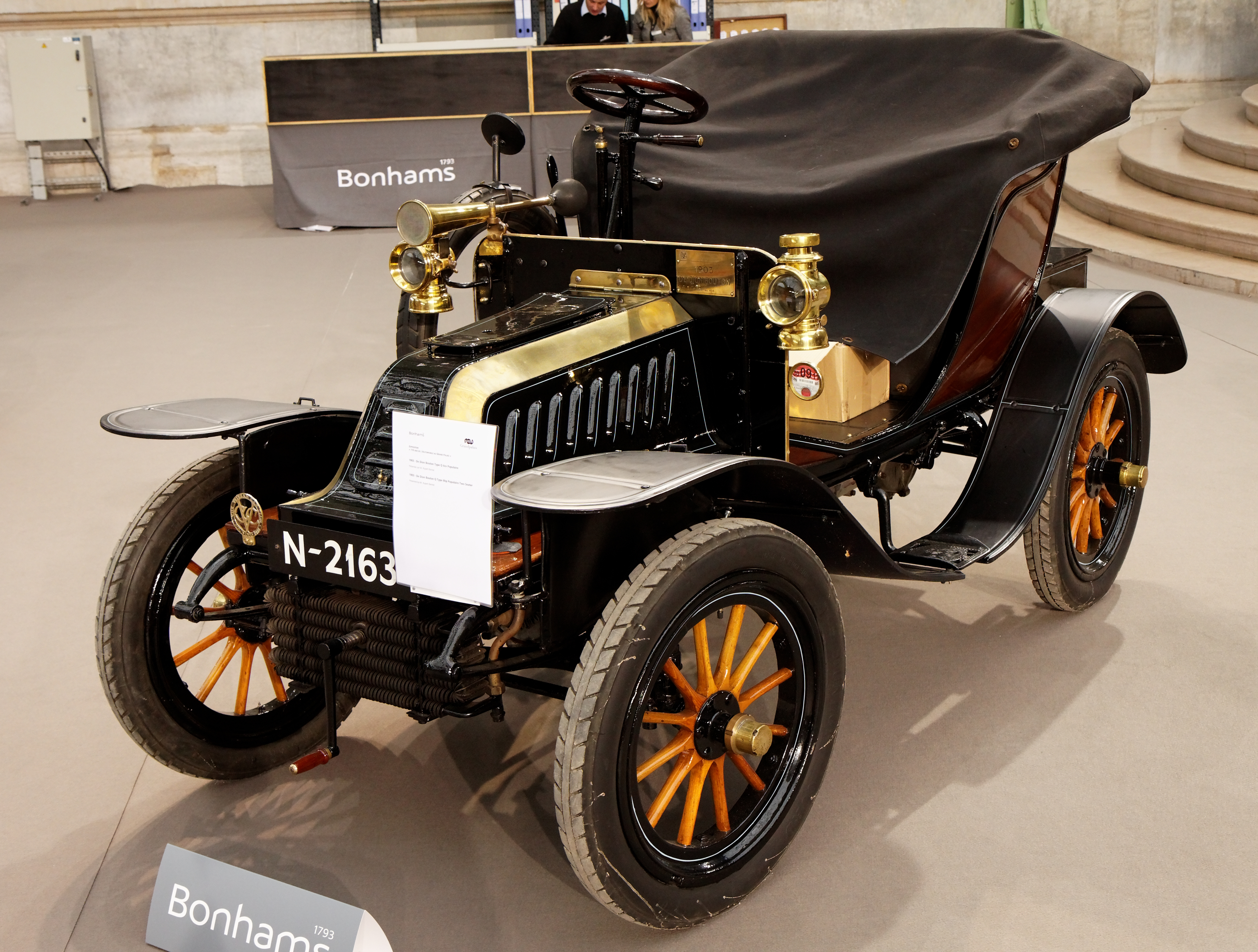
De Dion-Bouton typ Q
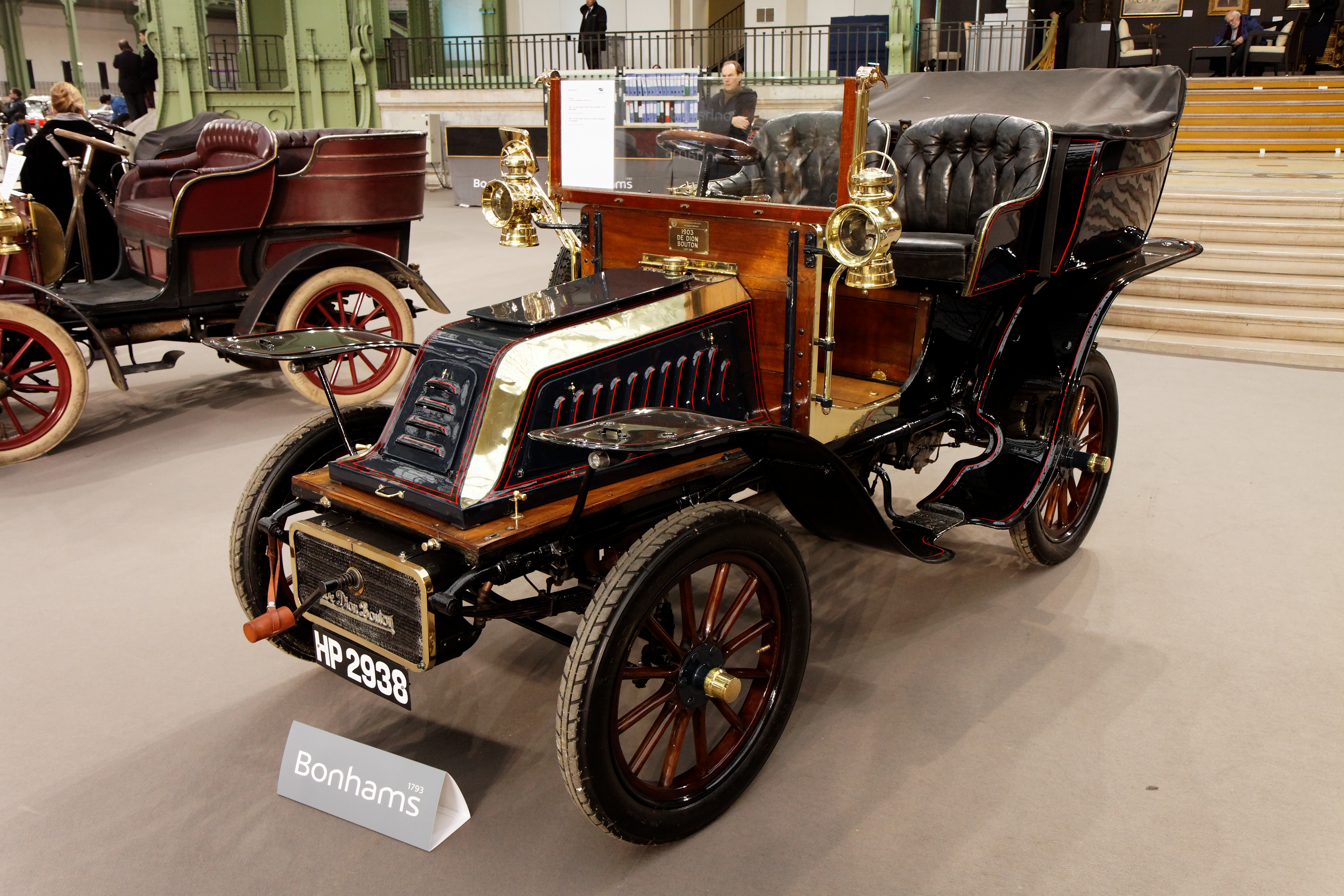
De Dion-Bouton typ W